# Teoria da dispersão

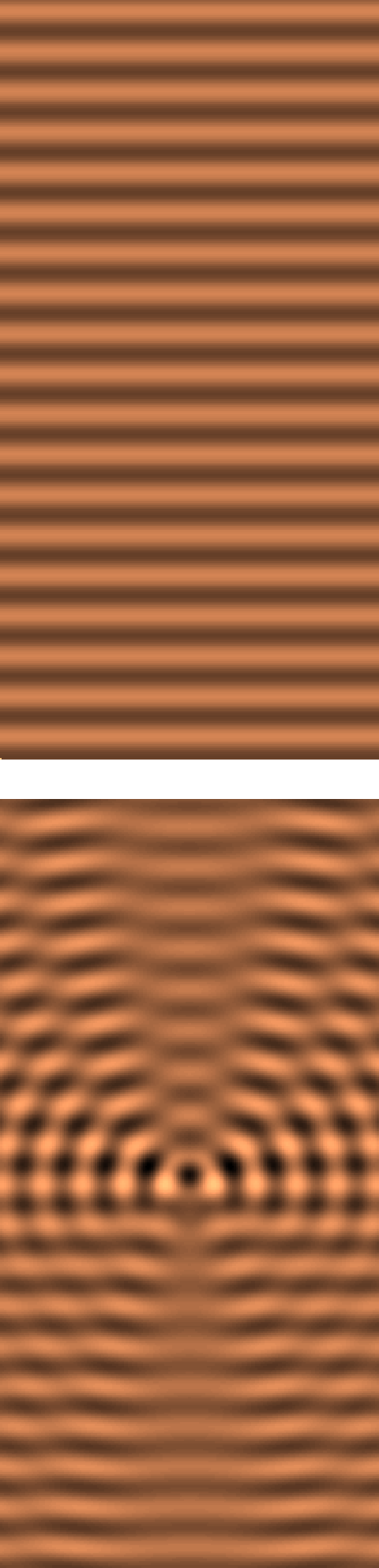
Imagem superior: a porção real de uma onda plana viajando para cima. Imagem inferior: A porção real do campo depois de inserir-se no caminho da onda plana um disco pequeno e transparente de índice de refração maior do que o índice do meio circundante. O objeto espalha parte do campo de onda, apesar de que em cada ponto individual, a frequência e comprimento de onda permaneçam intactos.

Em matemática e física, teoria da dispersão ou espalhamento é um campo para o estudo e entendimento do espalhamento de ondas e partículas. Espalhamento de ondas corresponde à colisão e espalhamento de uma onda com algum objeto material, por exemplo luz solar espalhada por gotas de chuva para a formação de um arco-íris. Espalhamento também inclui a interação de bolas de bilhar numa mesa, o espalhamento Rutherford (ou mudança de ângulo) de partículas alfa por núcleos de ouro, o espalhamento (ou difração) de Bragg de elétrons e raios X por um grupo de átomos, e o espalhamento inelástico de um fragmento de fissão nuclear que atravessa uma lâmina fina. Mais precisamente, o espalhamento consiste no estudo de como soluções de equações diferenciais parciais, propagando livremente num "passado distante", se juntam e interagem umas com as outras ou com uma condição de contorno, e então propagam-se para um "futuro distante". O "problema de espalhamento direto" é o problema de determinar a distribuição da radiação espalhada (ou fluxo de partículas espalhadas) baseadas na características do centro espalhador. O problema inverso de espalhamento é o problema na determinação das características de um objeto (como por exemplo, sua forma, constituição interna) a partir de dados medidos de radiação ou partículas espalhadas pelo objeto.
Desde sua primeira enunciação para radiolocalização, o problema encontrou um vasto número de aplicações, tais como ecolocalização, pesquisas geofísicas, testes não destritivos, imagens médicas e na teoria quântica de campos, para mencionar alguns.

## Base conceitual
Os conceitos usados na teoria de espalhamento têm diferentes nomes em diferentes campos. O objetivo dessa sessão é apontar ao leitor alguns termos comuns.

### Alvos compostos e equações de alcance

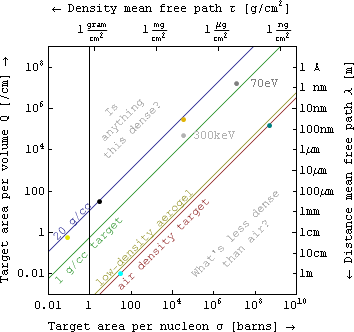
Quantidades equivalentes usadas na teoria de espalhamento de espécimes compostos, mas com uma variedade de unidades.

Quando um alvo é um conjunto de vários centros espalhadores cujas posições relativas variam de forma imprevisível, é costumeiro que se pense em uma equação de alcance cujos argumentos tomem diferentes formas em diferentes áreas de aplicação. O caso mais simples considera uma interação que remove partículas de um "feixe não espalhado" a uma taxa uniforme que é proporcional ao fluxo incidente {\displaystyle I} de partículas por unidade de área por unidade de tempo, ou seja, que 
{\displaystyle {\frac {dI}{dx}}=-QI\,\!}
onde "Q" é um coeficiente de interação e "x" é a distância viajada no alvo.
A equação diferencial ordinária de primeira ordem acima tem soluções da forma:
{\displaystyle I=I_{o}e^{-Q\Delta x}=I_{o}e^{-{\frac {\Delta x}{\lambda }}}=I_{o}e^{-\sigma (\eta \Delta x)}=I_{o}e^{-{\frac {\rho \Delta x}{\tau }}},}
onde Io é o fluxo inicial, comprimento de caminho Δx ≡ x − xo, a segunda igualdade define uma interação de livre caminho médio λ, a terceira usa o número de alvos por unidade de volume, η, para definir uma área de seção de choque σ, e a última usa a densidade de massa do alvo, ρ, para definir uma densidade de livre caminho médio, τ. Dessa forma, podemos relacionar essas quantidades por meio de Q = 1/λ = ησ = ρ/τ, como mostrada na figura à esquerda.
Em espectroscopia de absorção eletromagnética, por exemplo, o coeficiente de interação (ou seja, Q em cm−1) é comumente chamado de opacidade, coeficiente de absorção e coeficiente de atenuação. Em física nuclear, seções de choque (ou seja, σ em barns ou unidades de 10−24 cm2), densidade de livre caminho médio (ou seja, τ em gramas/cm2), e seu recíproco, o coeficiente de atenuação de massa (em cm2/gram) ou "área por nucleon" são todos populares, enquanto em microscopia eletrônica o livre caminho médio inelástico  (ou seja, λ em nanômetros) é frequentemente discutido ao invés dos outros.

## Em física teórica
Em física matemática, "teoria de espalhamento" é um campo para estudo e entendimento da interação ou espalhamento de soluções de equações diferenciais parciais. Em acústica, a equação diferencial é a equação de onda, e o espalhamento estuda como suas soluções, as ondas de som, espalham-se por objetos sólidos ou se propagam através de meios não uniformes (como ondas sonoras, na água do mar, vindas de um submarino). No caso da eletrodinâmica clássica, a equação diferencial é novamente a equação de onda, e o espalhamento da luz ou de ondas de rádio é estudado. Em física de partículas, as equações são aquelas da eletrodinâmica quântica e do modelo padrão, cujas soluções correspondem às partículas fundamentais. 
Em mecânica quântica regular, que inclui química quântica, a equação relevante é a equação de Schrödinger, apesar de que formulações equivalentes, como a equação de Lippmann-Schwinger e as equações de Faddev, também são usadas frequentemente. As soluções de interesse descrevem o movimento a longo prazo de átomos livres, moléculas, fótons, elétrons e prótons. O cenário é aquele em que várias partículas juntam-se vindo de uma distância infinitamente longe. Esses reagentes então colidem, podendo ou não reagir entre si, destruíndo-se ou criando novas partículas. Os produtos e reagentes não utilizados então viajam novamente ao infinito. (Os átomos e moléculas são partículas de fato para nossos propósitos. Além disso, sob circunstâncias cotidianas, apenas fótons estão sendo criados ou destruídos). As soluções revelam em quais direções os produtos são mais prováveis de viajar e quão rapidamente o fazem. Elas também revelam a probabilidade de várias reações, criações e decaimentos que possam ocorrer. Existem duas técnicas predominantes para encontrar soluções para problemas de espalhamento: análise de ondas parciais e a aproximação de Born.

## Espalhamento elástico e inelástico
O termo "espalhamento elástico" implica que os estados internos das partículas espalhadas não se altera durante a colusão, e portanto elas emergem inalteradas do processo de espalhamento. Em espalhamentos inelásticos, por contraste, os estados internos das partículas se alteram, o que pode resultar na excitação de alguns elétrons do centro espalhador, ou aniquilação completa da partícula espalhada e a criação de partículas completamente novas.
O exemplo de espalhamento em química quântica é particularmente instrutivo, já que a teoria é razoavelmente complexa enquanto mantém uma boa fundamentação no qual é possível que se construa um entendimento intuitivo. Quando dois átomos se espalham um do outro, podemos entendê-los como sendo o estado ligado da solução de alguma equação diferencial. Portanto, por exemplo, o átomo de hidrogênio corresponde à solução da equação de Schrödinger com um potencial central de potência inversa negativa (isto é, atrativa Coulombiana). O espalhamento de dois átomos de hidrogênio irá perturbar o estado de ambos os átomos, resultando em um ou ambos ficando excitados, ou ainda sendo ionizado, representando um processo inelástico.
O termo "espalhamento inelástico profundo" refere-se a um tipo especial de experimentos de espalhamento em física de partículas.

## A estrutura matemática
Em matemática, a teoria de espalhamento lida com uma formulação mais abstrata dos mesmos conceitos. Por exemplo, se uma equação diferencial conhecidamente possui soluções simples e localizadas, e as soluções são função de um único parâmetro, aquele parâmetro pode tomar o papel conceitual do tempo. Então, alguém pode se questionar o que acontece se duas soluções são postas longe uma das outras num "passado distante" e são postas a mover-se na direção uma da outra, interagem (sob uma dada condição da equação diferencial) e então movem-se separadamente para o "futuro". A matrix de espalhamento então pareia as soluções no "passado distante" para aquelas no "futuro distante".
Soluções para equações diferenciais são costumeiramente postas em espaços topológicos que localmente se assemelham a um espaço euclidiano nas vizinhanças de cada ponto. Frequentemente, os meios com os quais as soluções são obtidas requerem o estudo do espectro de um operador desse espaço. Como resultado, as soluções tem com frequência um espectro de pode ser identificado com um espaço de Hilbert, e o espalhamento é descrito por um certo mapa, a matriz de espalhamento S, no espaço de Hilbert. Espaços com espectros discretos correspondem a estados ligados em mecânica quântica, enquanto espectros contínuos são associados a estados espalhados. O estudo de espalhamentos inelásticos então se perguntam como os espectros contínuos e discretos se misturam.
Um desenvolvimento notável e importante é a transformada do espalhamento inverso, central para a solução de muitos modelos que podem ser resolvidos exatamente.